# Lenguas austro-tai
Las lenguas austro-tai, austro-kadai, a veces también lenguas austro-tailandesas, son una familia de lenguas propuesta que comprende las lenguas austronesias y las lenguas kra-dai. Algunas propuestas relacionadas o compatibles con esta incluyen también a otros grupos lingüísticos como la macrofamilia áustrica (Wilhelm Schmidt en 1906) o la sino-austronesia (Laurent Sagart en 1990, 2005).

## Origen
Las lenguas kra-dai contienen numerosas formas similares al austronesio que se observaron ya en Schlegel en 1901. Algunos autores han considerada que son demasiadas coincidencias para atribuirlas a un parecido fortuito. La pregunta entonces es si se deben al contacto lingüístico (es decir, el préstamo) o a una descendencia común (es decir, una relación genealógica).
Un estudio de 2007 del ADN recuperado de restos humanos de sitios arqueológicos de pueblos prehistóricos a lo largo del río Yangtsé en China mostró altas frecuencias del haplogrupo O1 entre los restos neolíticos de la cultura de Liangzhu, situada en el delta del Yangtsé, lo cual sugiere un posible vínculo relativamente reciente entre los hablantes de lenguas austronesias y lengas kra-dai. El haplogrupo O1 estaba ausente en otros yacimientos arqueológicos del interior. Los autores del estudio sugieren que esto puede ser una prueba de la existencia de dos rutas migratorias humanas diferentes durante el poblamiento de Asia oriental: una costera y otra interior, con escaso flujo genético entre ellas.

## Descripción
La primera propuesta de una relación genealógica fue la de Paul Benedict en 1942, que amplió a lo largo de 1990. Esto tomó la forma de una expansión de Wilhelm Schmidt macrofamilia áustrica, y postuló que el kra-dai y el austronesio tenían una relación de parentesco dentro de dicha macrofamilia, que Benedict luego aceptó. Más tarde, Benedict abandonó posteriormente la hipótesis áustrica, pero mantuvo su propuesta austro-tai, añadiendo también las lenguas japónicas a la macrofamilia propuesta. La propuesta siguió siendo controvertida entre los lingüistas, especialmente después de la publicación de Benedict (1975), cuyos métodos de reconstrucción eran idiosincrásicos y se consideraban poco fiables. Por ejemplo, Thurgood (1994) examinó las afirmaciones de Benedict y concluyó que, dado que la correspondencia sonora y los desarrollos tonales de la tonogénesis eran irregulares, no había evidencia de una relación genealógica, y los numerosos cognados deben atribuirse al contacto temprano con el lenguaje.
Sin embargo, el hecho de que muchos de los cognados austro-tai se encuentren en el vocabulario básico, que generalmente es más resistente a los préstamos, continuó intrigando a los estudiosos. Más tarde hubo varios avances sobre el enfoque de Benedict: abandono de la propuesta áustrica más amplia; centrándose en la reconstrucción léxica y las correspondencias sonoras regulares; incluyendo datos de ramas adicionales del kra-dai, hlai y kra; usando mejores reconstrucciones para el proto kra-dai; y reconsiderando la naturaleza de la relación, con Kra-Dai posiblemente siendo una rama (hija) de Austronesian.
Sagart (2005a) citó un núcleo de correspondencias sonoras regulares que relacionan palabras pertenecientes al vocabulario básico en la obra de Benedicto. Señaló la falta de un cuerpo sustancial de palabras culturales compartidas. Tomó estos hechos como indicios de que el Austro-Tai de Benito no puede explicarse como un fenómeno de contacto. Además, enumeró una serie de características específicamente malayo-polinesias en el vocabulario compartido por el tai-kadai y el austronesio, concluyendo que el tai-kadai es un subgrupo dentro del austronesio, en lugar de un grupo hermano de él.
Ostapirat (2000) reconstruyó el proto-kra, una de las ramas peor atestiguadas del kra-dai. Más tarde, Ostapirat (2005) presentó cincuenta ítems básicos de vocabulario encontrados en las cinco ramas del kra-dai, y demostró que la mitad de ellos (palabras como niño, comer, ojo, fuego, mano, cabeza, yo, tú, piojo, luna, diente, agua, esto, etc.) pueden relacionarse con el proto-austronesio mediante correspondencias sonoras regulares, una conexión que Reid (2006) encuentra convincente
El austronesio se caracteriza por raíces disilábicas, mientras que el Kra-Dai es predominantemente monosilábico. Parece que en Kra-Dai, la primera vocal se redujo y luego desapareció, dejando un grupo de consonantes que frecuentemente se reducía aún más a una sola consonante. Por ejemplo, la raíz proto-austronesia *qudip "vivo, crudo" corresponde al proto-Kra ( k-)Dep y su reflejo kthop en laha, así como Tai dip, todos con el mismo significado (la consonante *-D- es la oclusiva sonora de Ostapirat de calidad indeterminada, probablemente alveolar en oposición a la articulación dental).
En el proto-Kra-Dai, parece haber habido tres tonos en las palabras que terminaban en una sonora (vocal o consonante nasal), etiquetadas simplemente A, B, C, además de palabras terminadas en una consonante de oclusiva, D, que no tenían tono. En general, las palabras austronesias terminadas en sonora corresponden a A, y las palabras terminadas en oclusiva corresponden a D. Esto explica la mayoría de las palabras. También hay algunos cognados con tono B y C. De los préstamos índicos parece que el tono B era originalmente una h final en Kra-Dai, y algunas de las raíces austronesias correspondientes también terminan en h, como AN *qəmpah "chaff", Kam–Sui paa-B (Mulam kwaa-B), aunque hay pocos ejemplos para continuar. El tono C parece haber sido originalmente una voz chirriante o una última oclusiva glotal. Puede corresponder a *H, una consonante laríngea de manera incierta, en proto-austronesio (AN *quluH "cabeza", tailandés klau-C), pero de nuevo el número de cognados es demasiado bajo para sacar conclusiones firmes.
Sagart (2004) presentó datos de una lengua kra recientemente descrita, buyang, que, al igual que muchas otras lenguas kra, conserva las raíces disilábicas características del austronesio. Algunos ejemplos son:
| GLOSA    | Buyang | PROTO- MAL.POL. |
| -------- | ------ | --------------- |
| "morir"  | matɛ́   | *matay          |
| "ojo"    | matá   | *mata           |
| ’cabeza’ | qaðù   | *quluH          |
| "ocho"   | maðû   | *walu           |
| "pájaro" | manùk  | *manuk          |
| "flor"   | maŋà   | *buŋah          |

Ostapirat (2013) enumera los siguientes cognados potenciales entre el proto-kra-dai y el proto-austronesio. El proto-kra-dai "C" significa cualquier consonante desconocida; el proto-austronesio "C" es un fonema tentativamente reconstruido ya sea como /t͡s/ o /t/.
| GLOSA     | Proto-Kra-Dai | Proto-Austronesio |
| --------- | ------------- | ----------------- |
| "ojo"     | *maTaː        | *maCa             |
| "mano"    | *(C)imɤː      | *(qa)lima         |
| "lengua"  | *(C)əmaː      | *Səma             |
| "diente"  | *lipan        | *nipən            |
| "piojo"   | *KuTuː        | *kuCu             |
| "fuego"   | *(C)apuj      | *Sapuy            |
| "agua"    | *(C)aNam      | *daNum            |
| "yo"      | *akuː         | *aku              |
| "tú", sg. | *isuː         | *iSu              |
| "uno"     | *(C)itsɤː     | *əsa, *isa        |
| "morir"   | *maTaːj       | *ma-aCay          |

Sagart (2019) encuentra múltiples ejemplos de la correlación entre la coda de las palabras polisilábicas proto-austronesias y el tono de los presuntos cognados Kra-Dai.
- Las sonorantes finales austronesias correspondían al tono A en kra-dai.
- Las finales fricativas uvulares protoaustronesias se correspondían con el tono B.
- Las sibilantes finales protoaustronesias y /h/ se correspondían con el tono C.

### Ostapirat (2005)
Los conjuntos de correspondencias fonéticas y cognados austro-tai enumerados por Ostapirat (2005) son los siguientes.

#### Vocabulario básico
Vocabulario básico de las lenguas kra-daicas y cognados proto-austronesios:
| #  | GLOSA         | p-Austronesian | p-Tai             | p-Kam-Sui     | p-Hlai            | Gelao (Anshun) | p-Kra-Dai tone |
| -- | ------------- | -------------- | ----------------- | ------------- | ----------------- | -------------- | -------------- |
| 1  | sangre        |                | *lɯat             | *phjaat       | *daːt             | plɒ            | *D             |
| 2  | hueso         |                | *duuk             | *laak         | *rɯːʔ             | taŋ            | *D             |
| 3  | oreja         |                | *huu              | *qhaa         | (*zai)            | zau            | *A             |
| 4  | ojo           | *maCa          | *taa              | *daa          | *tsha             | tau            | *A             |
| 5  | excremento    | *Caqi          | *khii             | *qee          | *hai              | qɒ             | *C             |
| 6  | pedo          | *qe(n)tut      | *tot              | *tət          | *thuːt            | tae (Laozhai)  | *D             |
| 7  | uña           |                | *lep              | *ljap         | *liːp             | kle            | *D             |
| 8  | grasa         | *SimaR         | *man              | *man          | *man (Be)         | mal (Laha)     | *A             |
| 9  | mano          | (*qa)lima      | *mɯɯ              | *mjaa         | *meɯ              | mpau           | *A             |
| 10 | cabeza        | *qulu          | *klau             | *ku           | *rau              | (klɒ B)        | *C             |
| 11 | rodilla       |                | *khau             | *quu          | (*rou)            | qo (Laozhai)   | *B             |
| 12 | pierna        | *paqa          | *khaa             | *qaa          | *ha               | qau            | *A             |
| 13 | hígado        |                | *tap              | *tap          | (*ŋaːn)           | tae (Laozhai)  | *D             |
| 14 | ombligo       |                | *dɯɯ              | *ʔdwaa        | *reɯ              | zo (Qiaoshang) | *A             |
| 15 | nariz         | *ijuŋ          | *daŋ              | *ʔnaŋ         | *doŋ              | daŋ (Laha)     | *A             |
| 16 | hombro        | *qabaRa        | *baa              | *wie (Lakkia) | *va               | baa (Laha)     | *B             |
| 17 | diente        | *nipen         | *fan              | *wjan         | *phen             | pan            | *A             |
| 18 | oso           | *Cumay         | *mii              | *ʔmii         | *mui              | mi (Laozhai)   | *A             |
| 19 | pájaro        | *manuk (pMP)   | *nok              | *nok          | (*taȶ)            | ntau           | *D             |
| 20 | perro         |                | *maa              | *m̥aa          | *ma               | mpau           | *A             |
| 21 | pez           |                | *plaa             | *paa (Kam)    | *da               | lau            | *A             |
| 22 | cuerno        |                | *khau             | *qaau         | *hau (Baoding)    | qa             | *A             |
| 23 | piojo         | *kuCu          | *hau              | *tuu          | *tshou            | ta             | *A             |
| 24 | rabo          |                | (*haaŋ)           | *hət          | *tshut            | tshan          | *D             |
| 25 | hoja          | (*ʔabag)       | *bai              | *waa (Lakkia) | *beɯ              | (vu)           | *A             |
| 26 | semilla       |                | *fan (Tai blanco) | *wan          | *phen             | pa (Qiaoshang) | *A             |
| 27 | sésamo        | *leŋa          | *ŋaa              | *ʔŋaa         | *keɯ (Baoding)    | ŋklau          | *A             |
| 28 | nube          |                | *faa              | *faa          | *fa (Baoding)     | phaa (Laha)    | *C             |
| 29 | fuego         | *Sapuy         | *fai              | *wii          | *pei              | pai            | *A             |
| 30 | luna          | *bulaN         | *dɯan             | *njaan        | *ɳaːn             | daan (Laha)    | *A             |
| 31 | camino        |                | *hon              | *khun         | *kuːn             | qan            | *A             |
| 32 | lluvia        |                | *fon              | *fən          | *pun              | (jal) (Laha)   | *A             |
| 33 | piedra        |                | *hin              | *tin          | *tshiːn           | (pɣaa)         | *A             |
| 34 | humo          |                | *khwan            | *kwan         | *hwoːn            | qɒ             | *A             |
| 35 | agua          | *daNum         | *naam             | *nam          | *nom              | (əɯ C)         | *C             |
| 36 | negro         | *tidem         | *dam              | *ʔnam         | *dom C            | ʔdam (Buyang)  | *A             |
| 37 | seco          |                | *khaɯ (Lao)       | *khu C        | *kheɯ             | xau            | *B             |
| 38 | lleno         |                | (*tem)            | *tik          | *thiːʔ            | tei            | *D             |
| 39 | verde         |                | *khiau            | *ɕu           | *khiːu            | (ten)          | *A             |
| 40 | largo         |                | *rii              | *ʔɣaai        | *loi (Be)         | ðii C (Buyang) | *A             |
| 41 | vivo          | *qudip         | *dip              | *ʔdjup        | *riːp             | te             | *D             |
| 42 | venir         |                | *maa              | *m̥aa          | *peɯ (Baoding)    | mu             | *A             |
| 43 | comer         | *kaen          | *kin              | *tsjaan       | *khan (Be)        | kaan (Buyang)  | *A             |
| 44 | matar         |                | *khaa             | *haa          | *hau              | (ven)          | *C             |
| 45 | caminar       |                | *pai              | *paai         | *pei              | pai            | *A             |
| 46 | niño, persona | *aNak          | *luuk             | *laak         | *dɯːʔ             | lei            | *D             |
| 47 | abuela        | *aya           | *jaa B            | *jaa C        | *tsaɯ C (Baoding) | ʑɒ C           | *B/C           |
| 48 | este          | *i-ni          | *nii              | *naai         | *nei              | ni             | *B/C           |
| 49 | yo            | *aku           | *kuu              | (*ju)         | *hou (Baoding)    | kuu (Buyang)   | *A             |
| 50 | tú            | *kamu          | *mɯŋ              | *maa (Lakkia) | *meɯ              | maa (Buyang)   | *A             |

#### Consonantes finales
El siguiente cuadro resume las correspondencias fonéticas para las consonantes finales del austro-tai en proto-austronesio (pAN) y proto-kra-dai (pKD):
| pAN     | p-KD           |
| ------- | -------------- |
| *-p     | *-p            |
| *-t     | *-t            |
| *-k     | *-k            |
| *-q     | *-k            |
| *-C     | *-C            |
| *-s     | *-c            |
| *-b     | *-w            |
| *-d     | *-y            |
| *-g (?) | *-ɣ            |
| *-m     | *-m            |
| *-n     | *-n            |
| *-ŋ     | *-ŋ            |
| *-N     | *-N (> -n, -l) |
| *-R     | *-R (> -ɣ, -l) |
| *-w     | *-w            |
| *-y     | *-y            |
| *-l     | *-y            |

Cognados mostrando las correspondencias anteriores:
| GLOSA    | pAN          | p-tai  | p-kam-sui     | p-Hlai         | Kra (Laha)          | p-Kra-Dai |
| -------- | ------------ | ------ | ------------- | -------------- | ------------------- | --------- |
| agua     | *daNum       | *nam   | *nam          | *nom           |                     | *-m       |
| diente   | *nipen       | *fan   | *wjan         | *phen          | pan (Gelao)         | *-n       |
| nariz    | *ijuŋ (PMP)  | *daŋ   | *ʔnaŋ         | *doŋ           | daŋ                 | *-ŋ       |
| vivo     | *qudip       | *dip   | *ʔdjup        | *riːp          | kthop (Ta Mit Laha) | *-p       |
| pedo     | *qe(n)tut    | *tot   | *tət          | *thuːt         | tut (Buyang)        | *-t       |
| pungente | *paqiC       | *phet  |               | *geȶ           | pat                 | *-C       |
| ave      | *manuk (PMP) | *nok   | *nok          | noːk (Baoding) | nok                 | *-k       |
| taro     | *biRaq       | *phɯak | *ʔɣaak        | geːk (Baoding) | haak                | *-k       |
| llorar   | *Caŋis       | *hai   | *ʔɲe          | *ŋei           | ɲit                 | *-c       |
| estrella | *qalejaw     | *daaw  | ʔdaau (Mulam) | *raːu          |                     | *-w       |
| fuego    | *Sapuy       | *fai   | *wi           | *pei           | pəi                 | *-y       |
| ombligo  | *pudeR       | *dɯɯ   | *ʔdaa         | *reɯɯ          | dau                 | *-ɣ       |